# 鳳蘭
鳳 蘭（おおとり らん、1946年1月22日 - ）は、宝塚歌劇団の元星組トップスターで、ミュージカル女優。兵庫県神戸市出身。愛称ツレちゃん。身長170cm、血液型A型。

## 略歴
実家は兵庫県神戸市垂水区の高級住宅街ジェームス山にあった。両親とも中国人で洋服屋を営んでいた。出生時の本人の国籍は中華民国。
1946年1月22日、母の知人の馬小屋で生まれる。その直前に台風で家が流されたためだが、宝塚時代には「キリスト蘭」と呼ばれていた。
小中一貫制の神戸中華同文学校卒業。
宝塚歌劇を一度も観たことがなく、当時のトップが誰であるかも知らなかったが、友人に誘われ、宝塚音楽学校を受験し合格。1962年、宝塚音楽学校入学。入学用のレッスンなどしていなかったため着物もピアノに触れるのも初めてだった。全員初習のタップダンスやバトントワリングは1番だったが、他はずっと下級で、成績は40人中39番か38番だった。
1964年に宝塚歌劇団に入団。4月、雪組公演『花のふるさと物語』で初舞台を踏む。宝塚入団時の成績は58人中25位。1965年3月20日、星組配属 となる。
1970年、『僕は君』で安奈淳とともに星組トップスター就任。1974年には、安奈が花組組替・同組でトップ就任のため、それ以降は単独トップとなった。外国籍のトップスターは初の事例である。
1976年の『ベルサイユのばら III』にはフェルゼン役で出演。1977年の『風と共に去りぬ』のレット・バトラー役、1978年の『誰がために鐘は鳴る』のロバート・ジョーダン役など演じた。
専科に異動した後、1979年、星組・東京宝塚劇場公演『白夜わが愛』を最後に8月31日付 で退団。退団後は「ファニーガール」「シカゴ」「ラ・マンチャの男」などのミュージカルや演劇を中心に活動。
2001年からは、宝塚歌劇団卒業生公演である狸シリーズの中心をつとめるなど、精力的に活動している。2001年、舞台「桜祭り狸御殿」では22年ぶりに男役を演じた。2005年、紫綬褒章を受章。2008年からは自ら主宰する、プロ育成クラスのあるバレエやダンスのスタジオを開校。
2010年、「COCO」「雨の夏、三十人のジュリエットが還ってきた」の演技で第51回毎日芸術賞を受賞。同年、阪急電鉄開業100周年親善大使に選ばれる。
2014年、宝塚歌劇団創立100周年記念で創設された『宝塚歌劇の殿堂』最初の100人のひとりとして殿堂入り。
2016年、春の叙勲で旭日小綬章を受章。
2017年度 - 2018年度にかけて、アナン学園高等学校普通科ミュージカルコース特別講師を務める。
2024年3月31日、 鳳蘭レビューアカデミーの幕を閉じる

### 人物・エピソード
- Sexy Zoneの元メンバーであるマリウス葉とは遠縁にあたる[20]。
- 華僑の父の方針により、結婚相手は中国人以外認めてもらえなかった。また、父が生きている間は日本への帰化も許さなかった[21]。1980年に幼馴染の中華民国籍の医師と結婚し[22]二女をもうけるも、1986年に離婚。以降は独身を通している。なお、次女・荘田由紀は文学座所属（2005年入団→2010年座員昇格）の女優[23]。3歳離れた長女はOL[24]。
- 北京料理に造詣を持ち、関西圏を中心に展開しているフランチャイズの「北京料理 萬楽」のオーナーをつとめている[25]。
- ファンを集めたイベントで『シェーン』の主題歌を歌っている最中に歌詞を忘れてしまい「歌詞を忘れたよゥ、ラララーン」と歌ったことがある。それがそのままレコードになってしまった[5]。
- 『ジプシー』の舞台でも笑える失敗を残している。その時は客席から見て後ろ向きで、子ヤギを抱いた宮沢りえと話すシーンだった。セリフを書いたカンペを後方のダンサーの胸に貼っていたところ、ヤギがそれを食べ始めた。その時はものすごく早口でそれを読み上げて急場をしのいだ[26]。

### 賞歴
- 1982年、『スウィーニィ・トッド』で菊田一夫演劇賞
- 1986年、『シカゴ』で文化庁芸術祭賞
- 1988年、『レ・ミゼラブル』で都民文化栄誉賞
- 1990年、『王様と私』で名古屋演劇ペンクラブ年間賞
- 1992年、『ジプシー』『ハウ・ツー・デイト』で第42回芸術選奨文部大臣賞（大衆芸能部門）
- 1996年、『ラ・マンチャの男』のアルドンサ役と『ラヴ』のエレン役で第21回菊田一夫演劇賞 大賞
- 2005年、紫綬褒章受章[27]
- 2009年、第44回 紀伊國屋演劇賞・個人賞
  - Bunkamuraシアターコクーン公演「雨の夏、三十人のジュリエットが還ってきた」における弥生俊、Quaras企画・製作「COCO」におけるココ・シャネルの演技に対して。
- 2010年、第17回読売演劇大賞・最優秀女優賞
- 2010年、第39回松尾芸能賞大賞
- 2010年、第51回毎日芸術賞
- 2011年、第2回岩谷時子賞・奨励賞
- 2020年、第46回菊田一夫演劇賞特別賞「屋根の上のヴァイオリン弾き」をはじめとする永年の演劇界への功績に対して[28]。

（主として出典:）

## 宝塚歌劇団時代の主な舞台出演

### 初舞台・星組時代
- 初舞台『花のふるさと物語』（雪組）（1964年3月27日 - 5月5日）（宝塚大劇場公演）
- 『エスカイヤ・ガールス/リュシエンヌの鐘』（星組）（1965年3月25日 - 4月29日）（宝塚大劇場公演）
- 『奥の細道/グッドバイ海賊』（星・雪合同）（1965年7月1日 - 8月2日）（宝塚大劇場公演）
- 『なよたけの恋/ラ・グラナダ』（星組）（1965年10月30日 - 11月30日）（宝塚大劇場公演）

『ラ・グラナダ』（踊るジプシー 役）
- 『日本の祭/夜霧の城の恋の物語』（星組）（1966年1月1日 - 1月31日）（宝塚大劇場公演）

『日本の祭』（さくら祭の花槍の男 役）
『夜霧の城の恋の物語』（忘却の村の男 役）
- 『京の川/三人花聟/2人が出会うとき』（星組）（1966年7月1日 - 7月28日）（宝塚大劇場公演）
- 『砂丘/わが歌 君がため』（星組）（1966年10月29日 - 11月30日）（宝塚大劇場公演）

『わが歌 君がため』（踊る男 役）
- 『花風流/世界はひとつ』（星組）（1967年3月25日 - 4月26日）（宝塚大劇場公演）

『花風流』（山三 役）
- 『さよなら僕の青春/ワン・ボーイ』（星組）（1967年8月1日 - 8月30日）（宝塚大劇場公演）

『さよなら僕の青春』（ヨハン 役）
- 『夢の中の少女/若者達のバラード』（星組）（1967年12月3日 - 12月26日）（新芸劇場公演）

『若者達のバラード』（ローマの青年 役）
- 『赤毛のあまっこ/虹を追って』（星組）（1968年2月2日 - 2月27日）（宝塚大劇場公演）

『虹を追って』（アメリカ大使 役）
- 『ヤング・メイト/追憶のアンデス』（星組）（1968年6月1日 - 6月27日）（宝塚大劇場公演）

『ヤング・メイト』（青年 役）
- 『千姫/7 -セブン-』（星組）（1968年10月1日 - 10月30日）（宝塚大劇場公演）

『7 -セブン-』（踊る女 役）
- 『シルクロード』（星組）（1969年3月27日 - 4月24日）（三蔵法師、インドのシバの神 役）（宝塚大劇場公演）
- 『椎葉の夕笛/セ・ラ・ビィ』（星組）（1969年9月4日 - 9月30日）（宝塚大劇場公演）

『椎葉の夕笛』（紅葉祭の童 役）
- 『ラブ・パレード』（雪組）（1969年10月2日 - 10月29日）（宝塚大劇場公演）
- 『安寿と厨子王/タカラヅカ'69』（星組）（1969年12月2日 - 12月21日）（宝塚大劇場公演）

『タカラヅカ'69』（吟遊詩人 役）
- 『恋に朽ちなん/ハロー!タカラヅカ』（星組）（1970年5月8日 - 5月26日）（宝塚大劇場公演）

『恋に朽ちなん』（舞人春信 役）

### 専科時代
- 『白夜わが愛 -朱鷺の墓より-』（星組）（1979年5月11日 - 6月26日）（イワーノフ 役）（宝塚大劇場公演）※退団公演

## 宝塚歌劇団退団後の主な出演

### 舞台
- 『ファニー・ガール』（1981年2月）（ファニー・ブライス 役）（東京宝塚劇場公演）
- 『スウィーニィ・トッド』-フリード街の奇妙な床屋-（1981年7月 - 8月）（ロベット夫人 役）（帝国劇場公演）
- 『ミズ・今年最高の女性』（1982年2月）（テス・ハーディング 役）（日生劇場公演）
- 『悲劇アトレウス家の崩壊』（1983年12月）（エレクトラ 役）（帝国劇場公演）
- 『デュエット』（1984年5月）（ソニア・ウォルクス 役）（日生劇場公演）※相手役は西城秀樹
- 『ラブコール』（1985年3月 - 4月）（エラ 役）（芸術座公演）
- 『シカゴ』（1985年11月）（ロクシイ・ハート 役）（帝国劇場公演）
- 『デュエット』（1986年1月）（ソニア・ウォルスク）（日生劇場公演）
- 『シカゴ』（1986年4月 - 10月）（ロクシイ・ハート 役）（梅田コマ劇場公演、中日劇場公演、帝国劇場公演）
- 『ジョージの恋人』（1987年3月）（ドット/マリー 役）（青山劇場公演）
- 『レ・ミゼラブル』（1987年6月 - 10月）（テナルディエ夫人 役）（帝国劇場公演）
- 『三文オペラ』 （1987年11月）（ジェニー 役）（日生劇場公演）
- 『レ・ミゼラブル』（1988年3月 - 8月）（テナルディエ夫人 役）（中日劇場公演、梅田コマ劇場、帝国劇場）
- 『王様と私』（1988年9月）（アンナ・レオノーエンズ 役） （東京宝塚劇場公演）
- 『三文オペラ』（1988年11月）（酒場のジェニー 役）（新宿文化センター公演）
- 『王様と私』（1988年12月 - 1989年4月）（アンナ・レオノーエンズ 役）（新歌舞伎座公演、帝国劇場）
- 『王様と私』（1989年3月 - 4月）（アンナ・レオノーエンズ 役）（帝国劇場公演）
- 『魅せられてヴェラ』（1989年10月 - 11月）（ヴェラ・シンプソン夫人 役）（新神戸オリエンタル劇場公演、シアターアプル）
- 『王様と私』（1990年8月）（アンナ・レオノーエンズ 役）（中日劇場公演）
- 『東京行進曲』（1990年11月）（佐藤千夜子 役）（東京芸術劇場公演）
- 『アプローズ』（1991年4月）（マーゴ 役）（梅田コマ劇場公演）
- 『ジプシー』（1991年7月 - 9月）（ジプシーの母・ママローズ 役）（東京厚生年金会館公演、大阪フェスティバルホール公演）
- 『ラヴレターズ』（1991年9月）（メリッサ 役）（パルコ劇場公演）
- 『ハウ・ツー・デイト』（1991年11月）（徳川まり 役）（シアターアプル公演）
- 『カルメンを愛した伯爵夫人』（1992年4月 - 5月）（セレスト・フランソワーズ・シャブリヤン伯爵夫人とカルメン 役）（新神戸オリエンタル劇場公演、シアターアプル公演）
- 『ソング・オブ・サイゴン』（1992年7月）（マドンナ真理子 役）（PARCO劇場公演）
- 『風が吹くとき』（朗読劇）（1992年8月）（ヒルダ 役）（青年座劇場公演）
- 『ソング・オブ・サイゴン』（1992年10月）（マドンナ真理子 役）（新神戸オリエンタル劇場公演）
- 『魔女の宅急便』（1993年5月 - 6月）（コキリ 役）（青山劇場公演）
- 『エリザベス』（1993年8月）（レディー・キャロライン 役）（銀座セゾン劇場公演）
- 『ソング・オブ・サイゴン』（1993年10月）（マドンナ真理子 役）（新神戸オリエンタル劇場）
- 『魔女の宅急便』（1993年12月）（コキリ 役）（劇場飛天公演）
- 『ラヴ』-WHAT ABOUT LUV-（1994年3月 - 4月）（エレン 役）（サンシャイン劇場公演、シアタードラマシティ公演）
- 『スサノオ』（1994年7月 - 8月）（天照大御神 役）（サンシャイン劇場公演、中日劇場公演）
- 『エンジェル』（1994年10月）（イレーネ/ウイッグ 役(二役)）（新神戸オリエンタル劇場公演）
- 『魔女の宅急便』（1995年3月）（コキリ 役）（中日劇場公演）
- 『ラ・マンチャの男』（1995年6月）（アルドンサ 役）（青山劇場公演）
- 『エリザベス』（1995年8月）（レディー・キャロライン 役）（銀座セゾン劇場公演）
- 『レ・ミゼラブル』（1995年 - 2001年）（テナルディエ夫人 役）
- 『ラヴ』-WHAT ABOUT LUV-（1996年1月 - 3月）（エレン 役）（シアタードラマシティ公演、サンシャイン劇場公演）
- 『魔女の宅急便』（1996年5月 - 6月）（コキリ 役）（大阪フェスティバルホール公演、厚生年金会館公演）
- リサイタル『マイ・ミュージカル・レビュー』（1997年5月）（青山劇場公演）
- 『ラ・マンチャの男』（1997年8月 - 9月）（アルドンサ 役）（名鉄ホール公演、青山劇場公演）
- 『ドリーム華』（1997年10月）（渋谷公会堂公演）
- 『あかるい郊外の店』（1998年2月）（矢川芳美 役）（紀伊国屋ホール公演）
- 『リサイタル』-マイ・ミュージカル・レビュー-（1997年7月）（宝塚大劇場公演）
- 『ハウ・ツウ・デイト』（1998年10月 - 11月）（水田まり 役）（全国公演）
- 『カンパニー』-結婚しない男-（1999年2月 - 3月）（ジョアンナ 役）（青山劇場公演、シアター・ドラマシティ公演）
- 『ジョルジュ』（1999年6月4日、6月5日）（ジョルジュ・サンド 役）（世田谷パブリックシアター公演）
- 『ラ・マンチャの男』（1999年8月 - 9月）（アルドンサ 役）（劇場飛天公演、青山劇場公演）
- 『千田是也記念公演 ブレヒト・オペラ』（1999年10月 - 11月）（ヘレーネ・ヴァイゲル 役）（新国立劇場公演）
- 『ラ・マンチャの男』（2000年4月 - 5月）（アルドンサ 役）（日生劇場公演）
- リサイタル『マイ・ミュージカル・レビュー』（2000年6月）（神戸国際会館公演）
- 『ラ・マンチャの男』（2001年2月）（アルドンサ 役）（日生劇場公演）
- 『桜祭り狸御殿』（2001年4月）（狸千代 役）（新宿コマ劇場公演、梅田コマ劇場公演）
- 『昨日までのベッド』（アルマ 役）（2001年9月）（紀伊國屋サザンシアター公演）
- 『HONK!』（2002年3月 - 4月）（アイーダ 役）（青山劇場公演、近鉄劇場・中日劇場公演）
- 『シンデレラ』（2002年8月）（妖精の女王 役）（新宿コマ劇場公演）
- 『Thank you! Broadwey! Vol.2』（2002年9月）（青山劇場公演）
- 『Thank you! Broadwey!』（ブロードウェイ公演）（2002年11月）（Alice Tully Hall公演）
- 『桜吹雪狸御殿』（2003年4月）（狸吉郎 狸次郎(二役)）（新宿コマ劇場、梅田コマ劇場）
- 『シンデレラ』（2003年12月）（妖精の女王 役）（梅田コマ劇場公演）
- 『昨日までのベッド』（2004年1月 - 2月）（アルマ 役）（地人会(地方公演)）
- 『新版・桜吹雪狸御殿/ボンジュール・タカラジェンヌ -ドンブラコからエリザベートまで-』（2004年4月）（梅田コマ劇場、新宿コマ劇場）
- 楽劇『オイディプス王』（2004年7月 - 11月）（イオカステ 役）（紀伊國屋サザンシアター公演ほか）
- 『ブロードウェイ・ガラ・コンサート』（2005年2月）（東京国際フォーラム公演）
- 『桜絵巻狸源氏/ショー・イズ・オン』（2005年4月 - 5月）（梅田芸術劇場、中日劇場、新宿コマ劇場）
- 『ザ・ボーイ・フロム・オズ』（2005年6月）（ジュディー・ガーランド 役）（青山劇場公演）
- 『アムール・タカラヅカ』（2005年7月）（愛・地球博イベント）
- 『虹と夢と愛と〜ファンタジータカラヅカ』（2005年7月 - 8月）（地方公演）
- 『鳳蘭　Sweet Heartsコンサート』（2005年9月 - 10月）
- 『ベルリン トゥ ブロードウェイ』-with Kurt Weill-（2005年11月 - 12月）（ガイド役）（ル・テアトル銀座公演、シアター・ドラマシティ公演）
- 『昨日までのベッド』（2006年1月～2月）（アルマ 役）（地人会(地方公演)）
- 『桜合戦狸囃子/ショー・イズ・オン2』（2006年3月 - 4月）（梅田芸術劇場公演、中日劇場公演、新宿コマ劇場公演）
- 『ビューティフル・タカラヅカ』（2006年5月 - 6月）（地方公演）
- 『ザ・ボーイ・フロム・オズ』（2006年10月）（青山劇場公演）
- 『CAN'T STOP DANCIN'2006』-名倉ジャズダンススタジオ第17回公演-（2006年11月）（青山劇場公演）
- 『ザ・ボーイ・フロム・オズ』（2006年11月）（大阪厚生年金会館公演）
- 『ドリーム・オン』-メロディー・アンド・メモリー-（2007年5月 - 6月）（地方公演）
- 『美ら島伝説』-暴れん坊将軍スペシャルII-（2008年1月2日 - 1月31日）（鳳彩女王 役）（新宿コマ劇場公演）
- 『DREAM BOYS(ドリーム・ボーイズ)』（2008年3月 - 4月）（マダム・ラン 役）（帝国劇場公演、梅田芸術劇場公演）
- 『ザ・ボーイ・フロム・オズ』（2008年10月）（青山劇場公演、シアターBRAVA!公演）
- 『ジョルジュ』（朗読劇）（2009年3月）（ジョルジュ・サンド 役）（座・高円寺公演）
- 『雨の夏、三十人のジュリエットが還ってきた』　（2009年5月）（弥生俊 役）（シアターコクーン公演）※蜷川幸雄演出
- 『COCO』（2009年7月）（ココ・シャネル 役）（テアトル銀座公演）
- 『屋根の上のヴァイオリン弾き』（2009年10月）（ゴールデ 役）（日生劇場公演）
- 『レザネ・フォール　－愛と幻影の巴里－』（2009年11月）（東京厚生年金会館、他）
- 『カーテンズ』（カルメン役）（2010年2月）（東京フォーラムホールC）
- 『COCO』（2010年12月）（ココ・シャネル役）（ル・テアトル銀座）
- 『DREAM TRAIL』（2011年1月 - 2月）（青山劇場、シアタードラマシティ）
- 『レ・ミゼラブル』（2011年5月 - 6月）（テナルディエの妻役）（帝国劇場）
- 『DREAM BOYS』（2011年9月）（帝国劇場）
- 『DREAM　FOREVER』（2011年11月）（日本青年館 他）
- 『シンベリン』（2012年4月 - 5月）（さいたま芸術劇場、北九州芸術劇場、シアター・ドラマシティ）
- 『ドリーム・ボーイズ』（2012年9月）（帝国劇場）
- 『DREAM BOY JET』（2013年9月）（帝国劇場）
- 『DREAM,A DREAM』（2013年10月 - 11月）（東急シアターオーブ、梅田芸術劇場）
- 『ラブ・ネバー・ダイ』（2014年3月 - 4月）（マダム・ジリー役）（日生劇場）
- 『シスター・アクト〜天使にラブ・ソングを〜』（2014年6月 - 8月）（修道院長 役）（帝国劇場 ほか）
- 『DREAM BOYS』（2014年9月）（帝国劇場）
- 彩の国シェイクスピアシリーズ番外編『ハムレット』（2015年1月 - 5月）（ガートルード 役）（彩の国さいたま芸術劇場、シアタードラマシティ、台湾、ロンドン）
- 『ライ王のテラス』（2016年3月、赤坂ACTシアター）（王太后 役）[30]
- 『シスター・アクト〜天使にラブ・ソングを〜』（2016年5月 - 2017年2月）（修道院長 役）（帝国劇場 ほか）
- 『熱血!ブラバン少女。』（2017年3月)(理事長 役)(博多座)
- 『屋根の上のヴァイオリン弾き』（2017年12月）（ゴールデ 役）（日生劇場）[31]
- 『DREAM BOYS』（2024年10月）（帝国劇場）[32]
- 『屋根の上のヴァイオリン弾き』（2025年3月 - 6月）（ゴールデ 役）（明治座 ほか）[33]

### 映画
- 『ぼくんち』（2003年）（映画初出演）
- 『はたらく細胞』（2024年） - 造血幹細胞 役

### テレビ番組
- ミュージックフェア'78（フジテレビ、1978年5月16日）
- 連続テレビ小説（NHK総合）
  - 『マー姉ちゃん』（1979年） - 荘司医師 役
  - 『ぴあの』（1994年） - 沢松綾子 役
- 『全日本有線放送大賞』（1984年、読売テレビ） - 司会
- 『午後は○○おもいッきりテレビ』（日本テレビ）　- ゲスト（不定期）
- 『山田太一ドラマスペシャル・よその歌 わたしの唄 』（2013年、フジテレビ・金曜プレステージ） - 井形加代 役

### ラジオ番組
- ツレちゃんのつれづれ話　※テーマ音楽はMALTA「Sweet Music」

### 吹き替え
- 『レンタ・コップ』（ライザ・ミネリ）

### CM
- 森永製菓 ハイクラウン（1970年ごろ）
- サントリー 赤玉パンチ（1977年 - 1979年）[注釈 3]
- ハウス食品 王風麺
- 阪急電鉄（2010年）創業100周年親善大使

## 書籍
- 宝塚歌劇 PART 3（1976年、報知新聞社）
- アルバム 鳳蘭（1977年、二見書房）
- 鳳蘭の世界（1979年、二見書房）